# 朝日文字
朝日文字（あさひもじ）、朝日字体（あさひじたい）は、朝日新聞社が主に当用漢字表（後に常用漢字表）にない表外漢字について、朝日新聞紙面に使用していた特徴的な字体の通称で、いわゆる拡張新字体の代表例の一つである。
『JIS漢字字典』のコラムでは「朝日文字」という語が使われているが、朝日新聞の紙面や社内文書ではもっぱら「朝日字体」と称した。
1950年代から使われていたが、2007年1月15日に約900の表外漢字について、一部の例外を除き康熙字典体に基づく字体に改められ、紙面からその姿を消した。
その後の2010年の改定常用漢字表に簡易慣用字体（略字体）で収録された「痩」（←瘦）、「麺」（←麵）については、朝日字体（略字体）に戻されている。

## 概要
第二次世界大戦後、日本の国語改革によって誕生した新字体は、もともとは当用漢字（1946年制定）を対象にした決まりである。制定当時は漢字制限をし、当用漢字表にない表外漢字については使わない建前になっており、全く考慮されなかった。当用漢字表で齋、劑、濟は、新字体の斎、剤、済に、人名用漢字表（1951年）で齊は新字体の斉にそれぞれ変更されたが、表外漢字である臍（へそ、ほぞ）、纃（かすり）、薺（なずな）などの字はそのままになっている。
朝日新聞では、1955年度から統一字体の研究に着手し新聞製作に必要な当用漢字を含む4000字を選び、活字の字体を整えた。その際、「祈禱」など同じ部首でそろっている熟語の字形を統一（「祈祷」）するなどの目的で表外漢字にも当用漢字の簡略化法（前出の「禱」→「祷」では、示偏を「ネ」に変更した上で、旁を旧字体の「壽」から新字体の「寿」に変更）を適用した。簡略化に当たっては古い手書き文字を参考にしたという（例「鼠」→「鼡」）。1951年の人名用漢字表や1954年の当用漢字補正案の追加28字（新聞業界では当用漢字として扱われた）で示された新字体についてはそのまま採用された。こうして作られた文字を一般に「朝日文字」または「朝日字体」と称する（朝日新聞社内では「朝日字体」と称する）。このような方法で表外漢字を簡略化した字体を後に拡張新字体と呼ぶようになった。朝日文字は1956年12月にひととおりそろいこれを朝日新聞の四本社に示した結果を反映して『統一基準漢字明朝書体帳』（朝日新聞社、1957年10月）を完成し1958年2月の第2版、1960年9月の第3版と改訂が重ねられた。
後の1981年の常用漢字表制定時に表外漢字から収録された漢字（桟（←棧）など）や、JIS X 0208でも1983年改正 (83JIS) において簡略字体が導入された。朝日字体と直接の関係はなかったが、結果として83JISの字体と朝日字体で字体が一致する文字が多数ある。JIS X 0208（JIS第1・第2水準漢字）に採り入れられなかった朝日字体の漢字のうちいくつかは、JIS X 0213（JIS第3・第4水準漢字）に採り入れられている。また、JIS漢字（JIS X 0208、JIS X 0212、JIS X 0213）には見られない簡略字体も見られた（下記の例の場合、正確にはJIS X 0208:1997の包摂規準が適用されるので同規格において両者は区別されない）。
朝日新聞と同様に、製作に朝日新聞社の設備（1980年以降、ネルソンシステム）が使われた出版物でも朝日文字が多数見られた。一部の雑誌や『朝日新聞の漢字用語辞典』初版（1986年）、『朝日新聞の用語の手引』といったものが挙げられる。『朝日新聞の漢字用語辞典』の初版は朝日字体を使用して公刊された唯一の辞典である。なお同社のものであっても雑誌や書籍は朝日文字を用いず、康熙字典体（またはJIS字体の簡略字体）を用いるのが通例だった。
『朝日新聞の漢字用語辞典』1986年版に見える表記には、たとえば懺（懺悔）・籤（お神籤）・殲（殲滅）の旁（つくり）を〈纖→繊〉に倣って〈殲→𫞔〉のように簡略化するなど珍しい字体のものがある。一方で痙攣は〈戀→恋〉から類推される“𫞬挛”ではなく「𫞬攣」とした。「頸椎」「頸動脈」「刎頸」については“頚”を使わず「頸」を使っている。このように『朝日新聞の漢字用語辞典』は、すべての表外字に対して常用漢字（当用漢字）と同様の簡略化を施していたわけではない。新聞紙面においては表外漢字を含む一般の語は別の言葉に言い換える（例・涜（瀆）職→汚職）か仮名書き（石鹸（鹼）→せっけん）することが原則となっており、朝日文字の使用は固有名詞や引用のほか適当な言い換えができないなど特別な場合に限られた。

## 表内字の朝日字体
朝日新聞では、表外漢字以外にも独自の字体を使用した漢字があった。常用漢字の「璽」、人名用漢字の「爾」の2字を一番上の「一」の下にある「ノ丶（片仮名のハのような2画）」を「丷（片仮名のソのような2画）」の形に作っていた。これは「半」「平」が当用漢字以前ハの字形だったもの（半・平）が、ソの字形とされたことを、類似した形を含む「璽」「爾」に対しても適用したものである。この2字は1990年9月に常用漢字表および人名用漢字別表と同じ「璽」「爾」に改められた。

## 「康熙字典体」への回帰
かつて朝日新聞では葛飾区の1文字目「葛」について当時の一般的コンピュータで表示されるJIS字体と同じく「（いわゆるヒ葛）」を使っていたが、1993年11月には同区の要望により「（いわゆる人葛）」に変更している。ほかに自治体名に使われている表外漢字（例・高梁市）について、朝日字体（略字体）から康熙字典体（鿄→梁）に変更したものがある。
2000年（平成12年）12月の「表外漢字字体表」の最終答申を受け、2002年1月には朝日新聞の用語委員会（君和田正夫委員長）が朝日新聞紙面の表外漢字字体表準拠を決め、当時のネルソンシステムから新システムに移行したのち速やかに実施することとした。
2007年1月9日の朝日新聞朝刊1面に、同年1月15日から約900字の表外漢字の字体を一部変更するとの告知が掲載された。例として「鴎→鷗」「涛→濤」を挙げ、「書籍などでは伝統的な康熙字典体が残り、00年の国語審議会答申でもこれを基にした『表外漢字字体表』が示され」た経緯を踏まえたものとしている。
変更当日となった同年1月15日の紙面で、戦後日本の漢字表記について特集ページを組んだ。この中で「鷗」「濤」「迂」「謎」「晦」など康熙字典体に変更した代表的な例を示し「多くの人々が読む印刷物の字体に著しい不統一が続くのは、好ましいことでは」ないため、表外漢字字体表を尊重し字体を変更したと説明している。「辻」については例外として朝日新聞社では「辶（一点しんにょう）」のままとすることも注記された。「曽」（←曾）については一般における定着度を考慮して略字のままとされ、2010年の改定常用漢字表に簡易慣用字体（略字体）で収録された。
冒頭で記載したように、2010年の改定常用漢字表に簡易慣用字体（略字体）で収録された「痩」（←瘦）、「麺」（←麵）については、朝日字体（略字体）に戻されている。

## 他社による表外漢字の扱い
しんにょう、しめすへんなどの部首は他の新聞社でも簡略化した字体が使われている。全国紙では産経新聞を除く各紙でしんにょうは一点に、しめすへんは「ネ」の形におおむね統一されている。ただし読売新聞では「謎」や「榊」などのようにしんにょう、しめすへんが含まれていてもそれが部首ではない漢字は二点しんにょうや「示」の形のままとなっているなど新聞社ごとの間でも統一されていない。